# اووه نپ
اووه نپ (انگلیسی: Uwe Nepp؛ زادهٔ ۱ دسامبر ۱۹۶۶) دوچرخه‌سوار اهل آلمان است. وی در بازی‌های المپیک تابستانی ۱۹۸۸ شرکت کرده است.